# Spergula
Spergula es un género de plantas de la familia Caryophyllaceae. Se encuentran en campos de hierbas, el género es original del hemisferio norte, pero actualmente se ha extendido por el mundo. Comprende 104 especies descritas y de estas, solo 13 aceptadas.

## Descripción
Son hierbas esbeltas anuales. Hojas falsamente en verticilos, lineales; con estípulas pequeñas, escariosas. Inflorescencia terminal de cimas dicasiales, sueltas. 5 sépalos, libres, herbácea y con frecuencia poco carnosa. Pétalos 5, de color blanco o blanquecino. Estambres (5 -) 10, insertados en un anillo perigino. El fruto es una cápsula (3 -) 5-válvada o dentada. Semillas pequeñas, más o menos lenticulares, carenadas a aladas.

## Taxonomía
El género fue descrito por Carlos Linneo y publicado en Species Plantarum 1: 440. 1753. La especie tipo es: Spergula arvensis L.	

## Especies aceptadas
A continuación se brinda un listado de las especies del género Spergula aceptadas hasta octubre de 2013, ordenadas alfabéticamente. Para cada una se indica el nombre binomial seguido del autor, abreviado según las convenciones y usos.
- Spergula arvensis L.
- Spergula calva Pedersen
- Spergula depauperata Pedersen
- Spergula fallax (Lowe) E.H.L.Krause
- Spergula grandis Pers.
- Spergula levis (Cambess.) D. Dietr.
- Spergula maritima Pedersen
- Spergula morisonii Boreau
- Spergula pentandra L.
- Spergula platensis (Cambess.) Shinners
- Spergula ramosa (Cambess.) D. Dietr.
- Spergula rubra J. Presl & C. Presl
- Spergula viscosa Lag.